# Villagarcía de Campos
Villagarcía de Campos es un municipio y localidad española de la provincia de Valladolid, en la comunidad autónoma de Castilla y León. Cuenta con una población de 288 habitantes (INE 2024).

## Geografía
El municipio se encuentra situado a orillas del río Sequillo y junto a los montes Torozos, en Tierra de Campos.

## Historia
Se tienen noticias de su existencia en el siglo XI. En el siglo XIV pertenecía a la merindad del infantazgo de Valladolid y su señor era Juan Alfonso de Alburqueque.
A partir del 1387 el castillo/palacio pasó, por donación real de Juan I de Castilla, a Gutierre González Quijada III, siendo el feudo más importante de esta familia. hasta su último representante D. Luis Méndez de Quijada, mayordomo de Carlos I.
En los años 50 del siglo XX se realizaron sondeos para la búsqueda de petróleo, que dieron resultado negativo.

## Geografía humana

### Demografía
Cuenta con una población de 288 habitantes (INE 2024).
| Gráfica de evolución demográfica de Villagarcía de Campos entre 1828 y 2021 |
| |
| Población según el Diccionario geográfico-estadístico de España y Portugal, de Sebastián Miñano. Población de derecho según los censos de población del INE Población de hecho según los censos de población del INEEn este censo se denominaba Villa García: 1842 |

## Símbolos

### Escudo
El escudo heráldico y la bandera que representan al municipio fueron aprobados oficialmente el 21 de mayo de 2007. El escudo se blasona de la siguiente manera:

Escudo partido. Primero, jaquelado de azur y plata. Bordura de oro con dos lobos, de gules, uno en jefe y otro en punta, que es QUIJADA. Segundo, jaquelado de quince piezas, ocho de oro y siete de gules, éstas cargadas con tres fajas, de oro, que es ULLOA. Al timbre, Corona Real cerrada.
Boletín Oficial de Castilla y León N.º 98/2011 de 23 de mayo de 2011

## Administración y política
| Periodo   | Nombre                                                     | Partido   |
| --------- | ---------------------------------------------------------- | --------- |
| 1979-1983 | Ángel Gutiérrez Gutiérrez                                  | AE        |
| 1983-1987 | Luis Fernández Vázquez de Prada                            | AP-PDP-UL |
| 1987-1991 | Luis Fernández Vázquez de Prada                            | AP        |
| 1991-1995 | Luis Fernández Vázquez de Prada                            | PP        |
| 1995-1999 | Luis Fernández Vázquez de Prada                            | PP        |
| 1999-2003 | Luis Fernández Vázquez de Prada                            | PP        |
| 2003-2007 | Constancio Olandía Hernández († 30/12/2005) José A. Urueña | PP        |
| 2007-2011 | José Antonio Urueña Pérez                                  | PP        |
| 2011-2015 | César Herrero Marcos                                       | PP        |
| 2015-2019 | César Herrero Marcos                                       | PP        |
| 2019-2023 | César Herrero Marcos                                       | PP        |

## Cultura

### Patrimonio

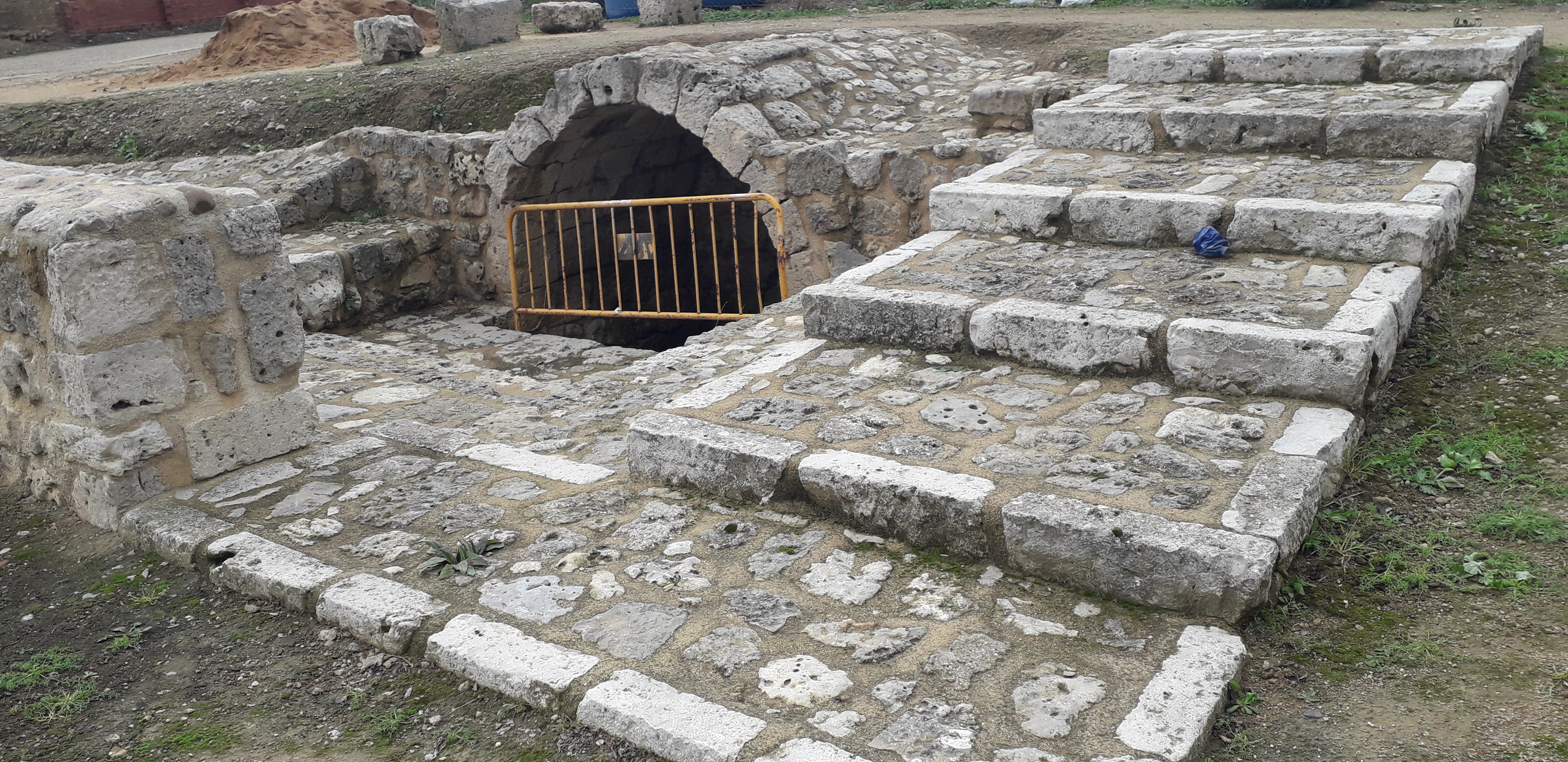
Una de las bocas de la traída de aguas

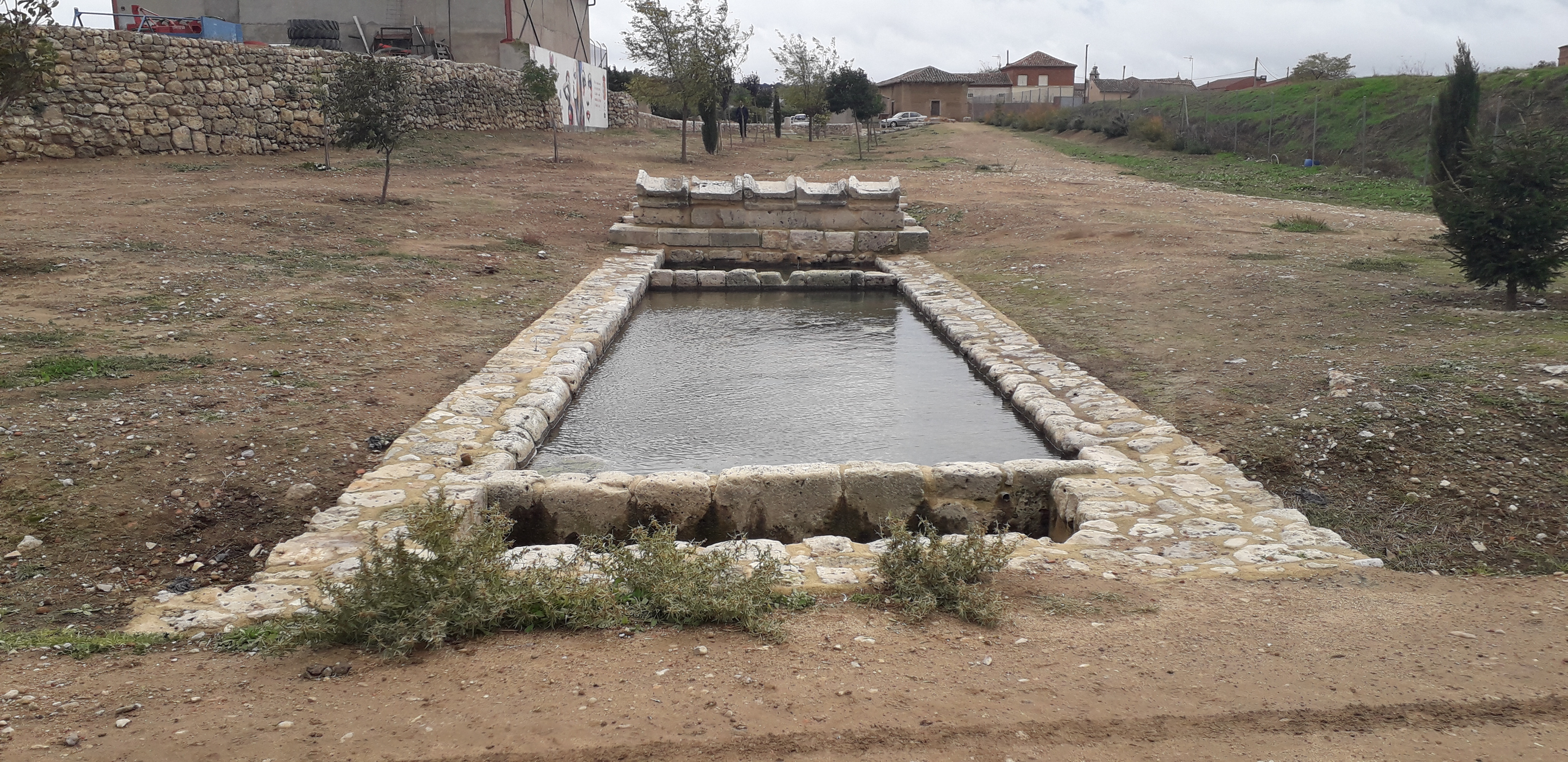
Fuente de la traída de aguas

- Castillo de Villagarcía de Campos - Palacio de los Quijada;
- Colegiata de San Luis: en 1572 las trazas originales de la misma, obra de Rodrigo Gil de Hontañón, son modificadas por el maestro cántabro Juan de Nates y su suegro Juan de la Vega;[9]
- Iglesia de San Pedro;
- Ermita del Ecce Homo;
- Caño y ruinas reconvertidas en cementerio de la iglesia de San Boal;
- Acueducto del siglo XVI en el patio de la Colegiata;[10]
- Traída de aguas de Cañicorrales hasta San Boal;[11]
- Ruinas de la iglesia de San Boal.
- Colegio y Noviciado de San Luis, fundado por Magdalena de Ulloa, conocida como «la limosnera de Dios» y viuda de Luis de Quijada[12]